# Gymnasium Philippinum Weilburg
El Gymnasium Philippinum Weilburg es un Gymnasium de Weilburg (o Weilburgo), Alemania, considerado uno de los institutos de enseñanza secundaria más importantes del estado de Hesse. Es famoso por tener a políticos, clérigos y conocidas personalidades entre sus graduados a lo largo de los siglos. Siendo un Gymnasium clásico, más allá de los programas de estudios correspondientes al Abitur, se pone énfasis en la enseñanza de las lenguas clásicas, a saber, griego y latín.

## Etimología
El Gymnasium Philippinum recibe su nombre de Felipe III de Nassau-Weilburg, su original promotor y benefactor, aunque no llegaría a tener asignado este nombre formalmente hasta 1950, a pesar de que el sufijo «um» suele indicar los antiguos nombres de los Gymnasien clásicos (como el famoso Johanneum o el Carolinum). La adición del nombre de la ciudad, Weilburg, se dio para diferenciarlo de otro Gymnasium con el mismo nombre en Marburgo, también a orillas del río Lahn, fundado en 1527 y considerado el más antiguo de Hesse que aún está activo. Pese a que compartan nombre y región, este segundo debe su nombre a Felipe I de Hesse.

## Historia
El instituto, inaugurado en 1540, fue fundado originalmente como Lateinschule, cambiándose su designación en 1764 a Gymnasium. En 1780 se trasladó a su histórico edificio en el centro de Weilburgo, diseñado en 1776 al estillo Luis XVI. En los años 1920 se empezaron a admitir también alumnas, cuya instrucción se realizó en el edificio hoy conocido como el Antiguo Gymnasium, y que en la actualidad alberga la biblioteca municipal y comarcal.
Debido a que su famoso edificio en el centro de la ciudad ya no se encontraba adecuado para los requisitos de una escuela moderna, en 1965 el instituto fue trasladado a sus actuales instalaciones en las afueras de la ciudad, que con los años iban incorporando nuevos edificios, pabellón deportivo, espacios varios y un edificio que sirve para una escuela primaria de la zona. Las instalaciones han sido reformadas en los últimos años.

## Actividades destacadas
Más allá del currículo escolar, el instituto es conocido por sus grupos de trabajo (AG) en varias áreas, incluida la ecológica (Bio-AG), la de las nuevas tecnologías y la musical. La Orquesta Philippinum ha ganado varios premios a nivel estatal, y su coro ha participado en programas televisivas y programas regulares en el Conservatorio de Luxemburgo.
En los últimos años el instituto participa regularmente en el concurso escolar del Parlamento Europeo de la Juventud en Alemania, y en 2013 organizó el evento principal del Parlamento Juvenil.
El Gymnasium cuenta también con una importante biblioteca.

## Alumni
El Gymnasium Philippinum Weilburg es reconocido por sus graduados, muchos de los cuales son conocidos en diferentes ámbitos. Algunos de sus graduados son:
- Johann Philipp von Schönborn – Príncipe elector y arzobispo de Maguncia, obispo de Würzburgo y Worms (alumno entre 1620–1625).
- Wilhelm Jacob Wimpf – Empresario y pionero de la construcción basada en suelo franco (graduado en 1784).
- Friedrich von Gagern – General, comandante en jefe de los ejércitos de la Confederación Germánica (graduado alrededor de 1810).
- Heinrich von Gagern – Político liberal activo durante el Vormärz, a partir de 1848 presidente de la Asamblea Nacional y canciller del Imperio Alemán (graduado en 1814).
- Friedrich Halbey – Amtmann, Geheimrat y diputado estatal (graduado en 1818).
- Friedrich Held – Amtmann y diputado estatal (graduado en 1818).
- Wilhelm Gottlieb Magdeburg – Jurista y político alemán (graduado en 1818).
- Theodor Friedrich Knyn – Presidente del Tribunal Superior de Rheinhessen, diputado del Parlamento Unionista de Erfurt.
- Adolph Schenck – Importante entomologsita y naturalista (graduado en 1821).
- August Hergenhahn – Ministro (graduado en 1822).
- Ludwig Heydenreich – Médico y político, diputado del Parlamento Unionista de Erfurt, miembro de la Asamblea Estamental del Ducado de Nassau (alumno entre 1819–1822).
- Ludwig Wenckenbach – Diputado de la Asamblea Regional (graduado en 1822).
- Franz Ludwig von Preuschen – Juez y diputado de la Asamblea Regional (graduado en 1823).
- Christian Vonhausen – Amtmann y diputado en el parlamento estatal (graduado en 1826).
- Carl Großmann – Político y fiscal de estado (graduado en 1836).